# Sobaware

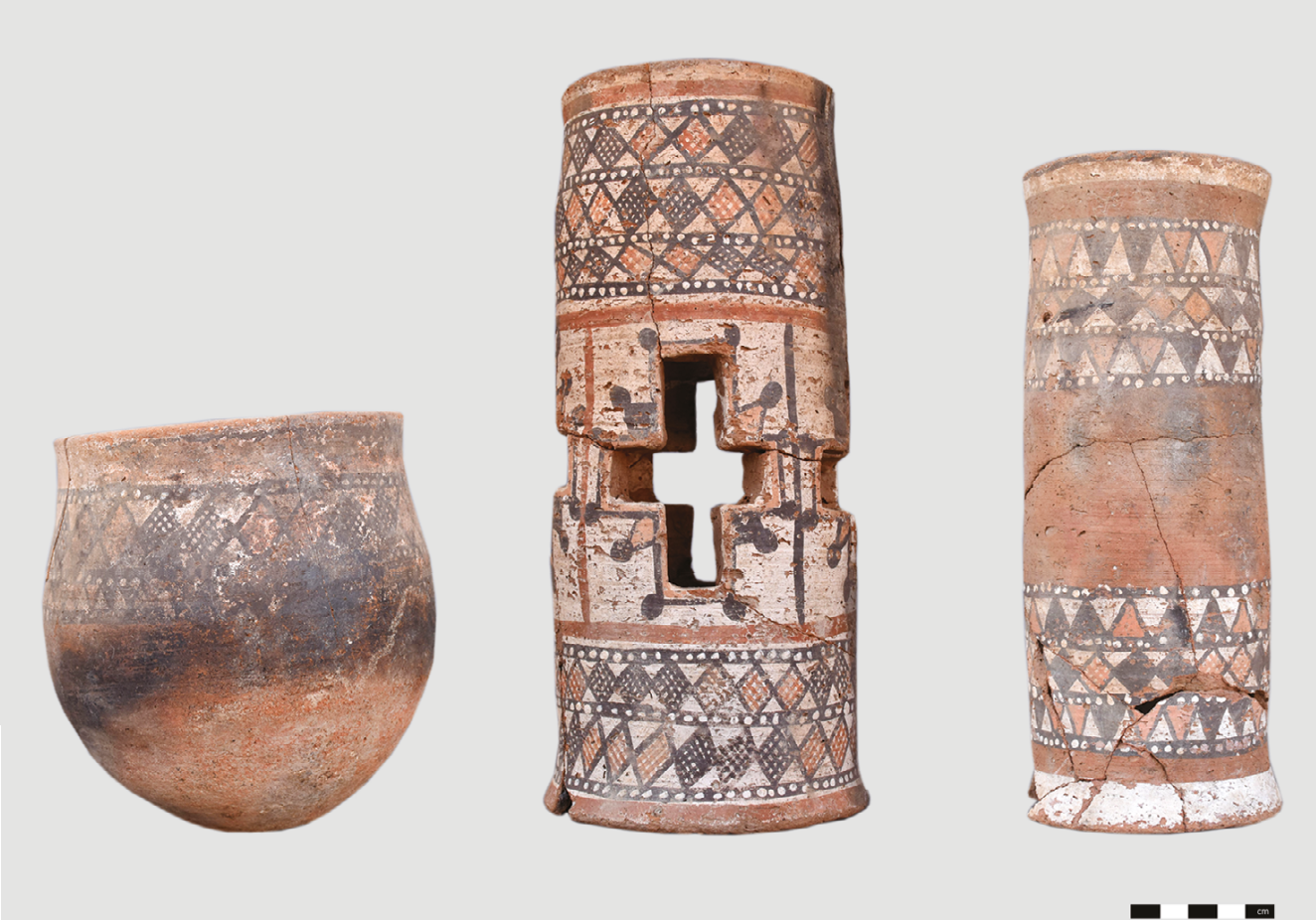
Sobaware aus Soba, entdeckt während der Ausgrabungssaison 2021–2022

Sobaware ist die moderne Bezeichnung von mittelalterlicher, nubischer Keramik, die im Reich von Alwa produziert wurde. Sie ist nach dem Hauptfundort der Ware Soba, der Hauptstadt von Alwa, benannt. Die Ware wurde vor allem in den ersten Jahrhunderten des Reiches von Alwa produziert.
Die Sobaware ist vor allem durch ihre Bemalung gekennzeichnet. Auf einem schwarzen bis braunen Überzug, der sich auf dem Äußeren, aber auch auf dem Inneren der Gefäße befindet, finden sich hauptsächlich geometrische Motive gemalt. Es gibt einige wenige stilisierte Darstellungen von Menschen und Tieren. Bisher sind über 500 Motive bekannt. Die Hauptfarben sind weiß, rot und gelb. Die verwendeten Motive sind fast identisch mit denen, die auf den zeitgleichen Wandmalereien in den Kirchen erscheinen. Es ist jedoch unsicher, wie beide Kunstgattungen in Verbindung standen. Kopierten die Vasenmaler einzelne Elemente von den Wandmalereien, benutzten Wandmaler und Vasenmaler dieselben Musterbücher oder wurden Wand- und Vasenmalereien von denselben Künstlern ausgeführt? Die Frage ist ungeklärt.